# Максютово (Бурзянский район)
Максю́тово (баш. Мәҡсүт) — деревня в Бурзянском районе Республики Башкортостан Российской Федерации. Входит в состав Иргизлинского сельсовета.

## География
Деревня находится на берегу реки Белая.

### Географическое положение
Расстояние до:
- районного центра (Старосубхангулово): 49 км,
- центра сельсовета (Иргизлы): 13 км,
- ближайшей железнодорожной станции (Белорецк): 188 км.

## Население
| 2002 | 2009 | 2010 |
| ---- | ---- | ---- |
| 119  | →119 | ↘111 |

### Национальный состав
Согласно переписи 2002 года, преобладающая национальность — башкиры (100 %).